# الدوري الإيراني الدرجة الثانية 1991–92
الدوري الإيراني الدرجة الثانية 1991–92 هو موسم من الدوري الإيراني الدرجة الثانية. فاز فيه نادي برق شيراز.